# Brent Kite

a Compétitions nationales et continentales officielles uniquement.

b Matchs officiels uniquement.
Brent Kite, né le 7 mars 1981 à Queanbeyan, est un joueur de rugby à XIII australien évoluant au poste de deuxième ligne ou pilier dans les années 2000. Au cours de sa carrière, il a été international tongien et international australien disputant respectivement la Coupe du monde 2000 et la Coupe du monde 2008, et a été sélectionné en New South Wales Blues pour le State of Origin dans les années 2000. En club, il débute aux St. George Dragons avant de rejoindre les Manly Sea Eagles. En 2008, il a reçu la Clive Churchill Medal.